# Lise-Lotte Norup
Lise-Lotte Norup, född 12 april 1951, är en dansk skådespelare, sångare och författare.
Lise-Lotte Norup var fotomodell innan hon började sin skådespelarkarriär 1969 i farsen Solstik, som uppfördes på ABC-Teatret. Hon kom även att medverka i filmatiseringen av denna från 1973, som gick under titeln Solstik på badehotellet. Under 1970-talet utbildade hon sig till läkarsekreterare men övergav den banan till förmån för skådespelandet. Efter att ha medverkat i filmerna Tre slags kærlighed och Den røde rubin (båda 1970) fick hon sitt genombrott 1971 som en av huvudrollsinnehavarna i Det er nat med fru Knudsen. Därefter medverkade hon i ett flertal gladporrfilmer: Tandlæge på sengekanten (1971), Rektor på sengekanten (1972), Romantik på sengekanten (1973), Rapportpigen (1974) och Der må være en sengekant (1975). Från och med 1970-talets andra hälft medverkade hon främst i olika teaterpjäser, flera gånger som huvudrollsinnehavare. Till dessa räknas bl.a. Hair, Godspell, Riv stykket ud och Marilyn. Hon var knuten till Amager Scenen under tiden som Jørgen Buckhøj var direktör.
Sedan 1981 har Norup främst verkat som revyartist och har medverkat i många revyuppföranden i hela Danmark. Hon har även gjort en karriär inom sången och debuterade med skivan Lise-Lotte (1981), som bestod av egenkomponerade låtar. Hon anslöt sig sedan till swinggruppen Hans Mosters Vovse, som också bestod av Allan Mortensen, Jannie Høeg och maken Lasse Lunderskov. Under 1980-talet medverkade hon i kriminalfilmerna Mord i mørket (1986) och Mord i Paradis (1988) samt i ungdomsfilmen Tekno Love (1989) och DR:s TV-serie Ugeavisen (1990-1991). Hon medverkade i Dansk Melodi Grand Prix 1992 med låten Livet spejler sig, som inte lyckades kvalificera sig till tävlingens andra omgång. Samma år bildade hon musikgruppen Swing Sisters tillsammans med sopranen Kirsten Vaupel och schlagersångerskan Kirsten Siggaard. Tillsammans gav de sig ut på turné, bl.a. i Sverige, Tyskland och England, och har givit ut fem album. Inom filmen har hon senast haft roller i barnfilmen Forbudt for børn (1998), vampyrfilmen Nattens engel (1998), Anna (2000) och TV-serien Mit liv som Bent (2001).
Utöver filmen och sången har Norup även skrivit fyra kokböcker: Lise-Lotte Norups Salatbog, Lise-Lotte Norups Store Salatbog, Lise-Lotte Norups Suppebog och Lise-Lotte Norups Dessertbog. Tillsammans med Hans-Georg Møller har hon skrivit debattboken Himmelmor, i vilken de argumenterar för rätten till aktiv dödshjälp.